# Őrszentvid
Őrszentvid (korábban Sztrelecz, szlovénül: Strehovci, vendül Strejovci) falu Szlovéniában a Muravidéken. Közigazgatásilag Dobronakhoz tartozik.

## Fekvése
Muraszombattól 17 km-re keletre a Bukovnica-patak jobb partján fekszik.

## Története
Első írásos említése 1379-ből származik Streleclaca alakban. 1411-ben Strilechlaka, 1428-ban Strelechlaca módon írva Nemti (Lenti) várának tartozékai között sorolják fel. 1524-ben Ztrelczylakos alakban szerepel a korabeli forrásokban.
A település már a 16. század előtt is szlovének lakta őrségi falvak egyike volt. Lakói íjász határőrzők voltak, akiket sztreleceknek neveztek, magyarul: lövők. A névben ugyanis benne van a szláv strejali (lőni) szó.
A valamikori Sztrelec korábban jóval közelebb feküdt a mai Felsőszentbenedekhez (ma Kančovci, Szlovénia). A 16. században a török támadások következtében elpusztult, majd azon a helyen épült újjá, ahol ma is fekszik.
Vályi András szerint „STRELECZ. Két falu Szala Várm. egygyiknek földes Ura Gr. Álthán Uraság; ez fekszik Szoboticznak szomszédságában, mellynek filiája; másiknak pedig földes Ura Hg. Eszterházy Uraság, ez pedig fekszik Bagonyához nem meszsze, és annak filiája; lakosaik katolikusok, és másfélék, határbéli földgyeik hegyesek, vagyonnyaik középszerűek..”
Fényes Elek szerint „Sztrelecz, vindus falu, Zala vmegyében, az alsó lendvai uradalomban, ut. p. A.-Lendva 1 1/2 óra.”
A 19. század végén a község nevét Őrszentvidre magyarosították. Az alsólendvai uradalom része volt. Közigazgatásilag a történeti Zala vármegye területén feküdt.
1910-ben 450, túlnyomórészt szlovén lakosa volt.
Közigazgatásilag Zala vármegye Alsólendvai járásának része volt. 1919-ben a Szerb–Horvát–Szlovén Királysághoz csatolták, ami tíz évvel később vette fel a Jugoszlávia nevet. 1941-ben a Muramentét a magyar hadsereg visszafoglalta és 1945-ig ismét Magyarország része volt, majd a második világháború befejezése után végleg jugoszláv kézbe került. 1991 óta a független Szlovén Köztársaság része. 2002-ben 232 lakosa volt. Lakói nagy többségében szlovének, mellettük néhány magyar nemzetiségű lakossal. Az emberek a vend nyelvjárást beszélik.

## Nevezetességei
- Római katolikus Szent Vid-kápolnáját 1828-ban építették.
- A közelében fekvő Bakónaki-tó ideális kirándulóhely.